# Operativno zidarstvo
Operativno zidarstvo (engl. Operative Masonry), odnosno Cijenjeno društvo slobodnih zidara, grubih zidara, zidograditelja, krovopokrivača, popločavača, žbukera i opečara (Worshipful Society of Free Masons, Rough Masons, Wallers, Slaters, Paviors, Plaisterers, and Bricklayers), ili jednostavno Operativci (The Operatives) je slobodnozidarsko društvo posvećeno očuvanju povijesti i djelovanja operativnog cehovskog zidarstva. Ovo društvo postoji kako bi ovjekovječilo spomen na prakse operativnih slobodnih zidara koji su postojali prije modernih simboličkih slobodnih zidara. Članom po pozivu mogu postati majstori koji imaju stupanj Kraljevskog luka i stupanj Majstora znaka.
Operativni ili cehovski zidari organizirani su u Engleskoj s kraljevskim odobrenjem koje datira barem od Velike skupštine 926. godine u Yorku, za koju se smatra da ju je ovlastio i potaknuo kralj Ethelstan Sjajni. Kao posljedica općeg opadanja cehovskog zidarstva tek je nekoliko operativnih loža bilo još uvijek aktivno početkom 1900-ih. U strahu se da bi se njihova učenja i ceremonijali s vremenom mogli izgubiti, nekoliko loža iz Yorka odlučilo je poduzeti korake kako bi se izbjegla ova mogućnost. Pod ovlastima Yočkih loža 21. svibnja 1913. godine u Londonu je uspostavljen Veliki koleij Cijenjenog društva.

## Ustroj
Društvom upravljaju tri velika majstora i veliki kolegij (Grand Assemblage).

### Članstvo
Članovi se sastaju u kolegiju (Assemblage) što je ekvivalent masonskoj loži. Članom se postaje po pozivu i mogu postati samo majstori koji imaju stupanj Kraljevskog luka i stupanj Majstora znaka.
Za unapređenje nakon petog stupnja kandidat mora biti postavljen kao starješina u plavoj loži i loži znaka.

### Struktura stupnjeva
U kolegijima se dodjeljuje sedam stupnjeva:
- 1° – ugovoreni učenik (Indentured Apprentice)
- 2° – obrtnički pomoćnik (Fellow of the Craft)
- 3° – monter i označivač (Fitter and Marker)
- 4° – postavljeni dizač (Setter Erector)
- 5° – intendant, nadglednik, supervizor i upravnik (Intendent, Overseer, Super Intendent, and Warden)
- 6° – osposobnjeni majstor (Passed Master)
- 7° – majstor i počasni veliki majstor (Master Mason and Grand Master Honoris Causa)

## Rasprostranjenost
Asamblaži Operativaca djeluju na područjima nadležnosti sljedećih regularnih velikih loža temeljem potpisanih konkordata:
- Ujedinjena velika loža Engleske → Veliki koleij Cijenjenog društva slobodnih zidara, grubih zidara, zidograditelja, krovopokrivača, popločavača, žbukera i opečara 
  -  Regularna velika loža Belgije → Sjevernoeuropska pokrajina
  -  Velika loža Španjolske → Iberijska pokrajina
  -  Nacionalna velika loža Francuske → Francuska pokrajina
  -  Regularne velike lože u Kanadi → Kanadska pokrajina
  -  Regularne velike lože u SAD-u → Pokrajina Sjedinjenih Američkih Država[3]
  -  Regularne velike lože u Brazilu → Brazilska pokrajina
  -  Velika loža Bolivije → Južnoamerička pokrajina
  -  Kotarske velike lože u Južnoj Africi → Južnoafrička pokrajina
  -  Kotarske velike lože u Indiji → Indijska pokrajina[4]
  -  Kotarska velika loža Istočnog arhipelaga → Pokrajina jugoistočne Azije
  -  Kotarska velika loža Hong Konga i Dalekog istoka → Hongkonško-dalekoistočna pokrajina
  -  Regularne velike lože u Australiji → pet australijskih pokrajina
  -  Velika loža Tasmanije → Tasmanijska pokrajina
  -  Velika loža Novog Zelanda → Novozelandska pokrajina[5]

## Vanjske poveznice
- Službena stranica